# Convocazioni per il campionato mondiale di calcio 1938
Elenco dei giocatori convocati da ciascuna Nazionale partecipante ai Mondiali di calcio 1938.
L'età dei giocatori riportata è relativa al 4 giugno 1938, data di inizio della manifestazione.

## Italia
Commissario tecnico: Vittorio Pozzo
| N. | Pos. | Giocatore        | Data nascita (età)          | Pres. | Squadra          |
| -- | ---- | ---------------- | --------------------------- | ----- | ---------------- |
| -  | C    | Michele Andreolo | 6 settembre 1912 (25 anni)  | 11    | Bologna          |
| -  | A    | Sergio Bertoni   | 23 settembre 1915 (22 anni) | 4     | Pisa             |
| -  | A    | Amedeo Biavati   | 4 aprile 1915 (23 anni)     | 0     | Bologna          |
| -  | P    | Carlo Ceresoli   | 14 maggio 1910 (28 anni)    | 8     | Bologna          |
| -  | C    | Bruno Chizzo     | 19 aprile 1916 (22 anni)    | 0     | Triestina        |
| -  | A    | Luigi Colaussi   | 4 marzo 1914 (24 anni)      | 13    | Triestina        |
| -  | C    | Aldo Donati      | 29 settembre 1910 (27 anni) | 0     | Roma             |
| -  | A    | Giovanni Ferrari | 6 dicembre 1907 (30 anni)   | 38    | Ambrosiana-Inter |
| -  | A    | Pietro Ferraris  | 15 febbraio 1912 (26 anni)  | 3     | Ambrosiana-Inter |
| -  | D    | Alfredo Foni     | 20 gennaio 1911 (27 anni)   | 6     | Juventus         |
| -  | C    | Mario Genta      | 1º marzo 1912 (26 anni)     | 0     | Genova 1893      |
| -  | C    | Ugo Locatelli    | 5 febbraio 1916 (22 anni)   | 7     | Ambrosiana-Inter |
| -  | P    | Guido Masetti    | 22 novembre 1907 (30 anni)  | 1     | Roma             |
| -  | C    | Giuseppe Meazza  | 23 agosto 1910 (27 anni)    | 43    | Ambrosiana-Inter |
| -  | D    | Eraldo Monzeglio | 5 giugno 1906 (31 anni)     | 34    | Roma             |
| -  | P    | Aldo Olivieri    | 2 ottobre 1910 (27 anni)    | 8     | Lucchese         |
| -  | C    | Renato Olmi      | 12 luglio 1914 (23 anni)    | 0     | Ambrosiana-Inter |
| -  | A    | Piero Pasinati   | 21 luglio 1910 (27 anni)    | 10    | Triestina        |
| -  | C    | Mario Perazzolo  | 7 giugno 1911 (26 anni)     | 2     | Genova 1893      |
| -  | A    | Silvio Piola     | 29 settembre 1913 (24 anni) | 14    | Lazio            |
| -  | D    | Pietro Rava      | 21 gennaio 1916 (22 anni)   | 11    | Juventus         |
| -  | C    | Pietro Serantoni | 11 dicembre 1906 (31 anni)  | 10    | Roma             |

## Ungheria
Commissario tecnico: Alfréd Schaffer
| N. | Pos. | Giocatore        | Data nascita (età)          | Pres. | Squadra             |
| -- | ---- | ---------------- | --------------------------- | ----- | ------------------- |
| -  | C    | István Balogh    | 21 settembre 1912 (25 anni) | -     | Újpesti TE          |
| -  | A    | Dániel Bíró      | 20 luglio 1914 (23 anni)    | -     | Ferencvárosi TC     |
| -  | D    | Sándor Bíró      | 19 agosto 1911 (26 anni)    | -     | MTK Hungária        |
| -  | A    | László Cseh      | 4 aprile 1910 (28 anni)     | -     | MTK Hungária        |
| -  | C    | János Dudás      | 13 febbraio 1911 (27 anni)  | -     | MTK Hungária        |
| -  | P    | József Háda      | 2 marzo 1911 (27 anni)      | -     | Ferencvárosi TC     |
| -  | A    | Vilmos Kohut     | 17 luglio 1906 (31 anni)    | -     | Olympique Marsiglia |
| -  | D    | Lajos Korányi    | 15 maggio 1907 (31 anni)    | -     | Ferencvárosi TC     |
| -  | C    | Gyula Lázár      | 24 gennaio 1911 (27 anni)   | -     | Ferencvárosi TC     |
| -  | P    | József Pálinkás  | 10 marzo 1912 (26 anni)     | -     | Szeged FC           |
| -  | C    | Gyula Polgár     | 8 febbraio 1912 (26 anni)   | -     | Ferencvárosi TC     |
| -  | C    | Béla Sárosi      | 15 agosto 1919 (18 anni)    | -     | Ferencvárosi TC     |
| -  | A    | György Sárosi    | 15 settembre 1912 (25 anni) | -     | Ferencvárosi TC     |
| -  | A    | Ferenc Sas       | 16 agosto 1915 (22 anni)    | -     | MTK Hungária        |
| -  | P    | Antal Szabó      | 9 aprile 1910 (28 anni)     | -     | MTK Hungária        |
| -  | C    | Antal Szalay     | 12 marzo 1912 (26 anni)     | -     | Újpesti TE          |
| -  | C    | György Szűcs     | 23 aprile 1912 (26 anni)    | -     | Újpesti TE          |
| -  | A    | Pál Titkos       | 8 gennaio 1908 (30 anni)    | -     | MTK Hungária        |
| -  | A    | Géza Toldi       | 11 febbraio 1909 (29 anni)  | -     | Ferencvárosi TC     |
| -  | C    | József Turay     | 1º marzo 1905 (33 anni)     | -     | MTK Hungária        |
| -  | A    | Jenő Vincze      | 20 novembre 1908 (29 anni)  | -     | Újpesti TE          |
| -  | A    | Gyula Zsengellér | 27 dicembre 1915 (22 anni)  | -     | Újpesti TE          |

## Brasile
Commissario tecnico: Adhemar Pimenta
| N. | Pos. | Giocatore        | Data nascita (età)         | Pres. | Squadra             |
| -- | ---- | ---------------- | -------------------------- | ----- | ------------------- |
| -  | C    | Afonsinho        | 8 marzo 1914 (24 anni)     | -     | São Cristóvão       |
| -  | C    | Argemiro         | 3 giugno 1915 (23 anni)    | -     | Portuguesa Santista |
| -  | P    | Batatais         | 20 maggio 1910 (28 anni)   | -     | Fluminense          |
| -  | C    | Brandão          | 1º gennaio 1910 (28 anni)  | -     | Corinthians         |
| -  | C    | Britto           | 6 maggio 1914 (24 anni)    | -     | América Mineiro     |
| -  | D    | Domingos da Guia | 19 novembre 1912 (25 anni) | -     | Flamengo            |
| -  | A    | Hércules         | 2 luglio 1912 (25 anni)    | -     | Fluminense          |
| -  | D    | Jaú              | 17 dicembre 1909 (28 anni) | -     | Corinthians         |
| -  | A    | Leônidas         | 9 giugno 1913 (24 anni)    | -     | Flamengo            |
| -  | A    | Lopes            | 1º novembre 1910 (27 anni) | -     | Corinthians         |
| -  | A    | Luizinho         | 29 marzo 1911 (27 anni)    | -     | SS Palestra Italia  |
| -  | D    | Arthur Machado   | 1º gennaio 1909 (29 anni)  | -     | Fluminense          |
| -  | C    | Martim Silveira  | 21 aprile 1911 (27 anni)   | -     | Botafogo            |
| -  | D    | Nariz            | 8 dicembre 1912 (25 anni)  | -     | Botafogo            |
| -  | A    | Niginho          | 12 febbraio 1912 (26 anni) | -     | Vasco da Gama       |
| -  | A    | Patesko          | 12 novembre 1910 (27 anni) | -     | Botafogo            |
| -  | A    | Perácio          | 2 novembre 1917 (20 anni)  | -     | Botafogo            |
| -  | A    | Roberto          | 20 giugno 1912 (25 anni)   | -     | São Cristóvão       |
| -  | A    | Romeu            | 26 marzo 1911 (27 anni)    | -     | Fluminense          |
| -  | A    | Tim              | 20 febbraio 1915 (23 anni) | -     | Fluminense          |
| -  | P    | Walter           | 17 luglio 1912 (25 anni)   | -     | Flamengo            |
| -  | C    | Zezé Procópio    | 12 agosto 1913 (24 anni)   | -     | Botafogo            |

## Svezia
Commissario tecnico:  József Nagy
| N. | Pos. | Giocatore          | Data nascita (età)          | Pres. | Squadra                |
| -- | ---- | ------------------ | --------------------------- | ----- | ---------------------- |
| -  | P    | Henock Abrahamsson | 29 ottobre 1909 (28 anni)   | -     | BK Gårda               |
| -  | C    | Erik Almgren       | 28 gennaio 1908 (30 anni)   | -     | AIK                    |
| -  | A    | Åke Andersson      | 22 aprile 1917 (21 anni)    | -     | GAIS Göteborg          |
| -  | A    | Harry Andersson    | 7 marzo 1913 (25 anni)      | -     | IK Sleipner Norrköping |
| -  | P    | Sven Bergqvist     | 20 agosto 1914 (23 anni)    | -     | Hammarby IF            |
| -  | A    | Curt Bergsten      | 21 agosto 1915 (22 anni)    | -     | Landskrona BoIS        |
| -  | D    | Ivar Eriksson      | 25 settembre 1909 (28 anni) | -     | Sandvikens IF          |
| -  | C    | Karl-Erik Grahn    | 5 novembre 1914 (23 anni)   | -     | Elfsborg               |
| -  | A    | Knut Hansson       | 9 maggio 1911 (27 anni)     | -     | Landskrona BoIS        |
| -  | C    | Sven Jacobsson     | 17 aprile 1914 (24 anni)    | -     | GAIS Göteborg          |
| -  | A    | Sven Jonasson      | 9 luglio 1909 (28 anni)     | -     | IF Elfsborg Borås      |
| -  | D    | Olle Källgren      | 7 settembre 1907 (30 anni)  | -     | Sandvikens IF          |
| -  | A    | Einar Karlsson     | 1º agosto 1909 (28 anni)    | -     | BK Gårda               |
| -  | A    | Tore Keller        | 4 gennaio 1905 (33 anni)    | -     | IK Sleipner Norrköping |
| -  | C    | Folke Lind         | 4 aprile 1913 (25 anni)     | -     | GAIS Göteborg          |
| -  | C    | Arne Linderholm    | 22 febbraio 1916 (22 anni)  | -     | IK Sleipner Norrköping |
| -  | D    | Erik Nilsson       | 6 agosto 1916 (21 anni)     | -     | Malmö FF               |
| -  | A    | Arne Nyberg        | 20 giugno 1913 (24 anni)    | -     | IFK Göteborg           |
| -  | A    | Erik Persson       | 19 novembre 1909 (28 anni)  | -     | AIK                    |
| -  | P    | Gustav Sjöberg     | 23 marzo 1913 (25 anni)     | -     | AIK                    |
| -  | C    | Kurt Svanström     | 24 marzo 1915 (23 anni)     | -     | Örgryte IS             |
| -  | A    | Gustav Wetterström | 15 ottobre 1911 (26 anni)   | -     | IK Sleipner Norrköping |

## Cecoslovacchia
Commissario tecnico: Josef Meissner
| N. | Pos. | Giocatore          | Data nascita (età)          | Pres. | Squadra           |
| -- | ---- | ------------------ | --------------------------- | ----- | ----------------- |
| -  | C    | Jaroslav Bouček    | 13 novembre 1912 (25 anni)  | -     | Sparta Praga      |
| -  | A    | Vojtěch Bradáč     | 6 ottobre 1913 (24 anni)    | -     | Slavia Praga      |
| -  | D    | Jaroslav Burgr     | 7 marzo 1906 (32 anni)      | -     | Sparta Praga      |
| -  | P    | Karel Burkert      | 1º dicembre 1909 (28 anni)  | -     | SK Židenice       |
| -  | D    | Karel Černý        | 1º febbraio 1910 (28 anni)  | -     | Slavia Praga      |
| -  | D    | Ferdinand Daučík   | 30 maggio 1910 (28 anni)    | -     | Slavia Praga      |
| -  | A    | Václav Horák       | 27 settembre 1912 (25 anni) | -     | Slavia Praga      |
| -  | C    | Karel Kolský       | 21 settembre 1914 (23 anni) | -     | Sparta Praga      |
| -  | C    | Vlastimil Kopecký  | 14 ottobre 1912 (25 anni)   | -     | Slavia Praga      |
| -  | C    | Josef Košťálek     | 31 agosto 1909 (28 anni)    | -     | Sparta Praga      |
| -  | A    | Arnošt Kreuz       | 14 marzo 1910 (28 anni)     | -     | SK Pardubice      |
| -  | A    | Josef Ludl         | 3 giugno 1916 (22 anni)     | -     | Viktoria Žižkov   |
| -  | A    | Oldřich Nejedlý    | 26 dicembre 1909 (28 anni)  | -     | Sparta Praga      |
| -  | C    | Otakar Nožíř       | 12 marzo 1917 (21 anni)     | -     | Slavia Praga      |
| -  | D    | Josef Orth         | 20 maggio 1916 (22 anni)    | -     | Slovan Bratislava |
| -  | P    | František Plánička | 2 giugno 1904 (34 anni)     | -     | Slavia Praga      |
| -  | A    | Antonín Puč        | 16 maggio 1907 (31 anni)    | -     | Slavia Praga      |
| -  | A    | Jan Říha           | 11 novembre 1915 (22 anni)  | -     | Sparta Praga      |
| -  | A    | Oldřich Rulc       | 28 marzo 1911 (27 anni)     | -     | SK Židenice       |
| -  | A    | Karel Senecký      | 17 marzo 1919 (19 anni)     | -     | Sparta Praga      |
| -  | A    | Ladislav Šimůnek   | 4 ottobre 1916 (21 anni)    | -     | Slavia Praga      |
| -  | A    | Josef Zeman        | 23 gennaio 1915 (23 anni)   | -     | Sparta Praga      |

## Svizzera
Commissario tecnico:  Karl Rappan
| N. | Pos. | Giocatore           | Data nascita (età)          | Pres. | Squadra             |
| -- | ---- | ------------------- | --------------------------- | ----- | ------------------- |
| -  | A    | André Abegglen      | 7 marzo 1909 (29 anni)      | -     | Sochaux-Montbéliard |
| -  | A    | Georges Aeby        | 10 settembre 1910 (27 anni) | -     | Servette            |
| -  | A    | Paul Aebi           | 10 settembre 1910 (27 anni) | -     | Young Boys          |
| -  | A    | Lauro Amadò         | 14 marzo 1912 (26 anni)     | -     | Lugano              |
| -  | P    | Erwin Ballabio      | 20 ottobre 1918 (19 anni)   | -     | Grenchen            |
| -  | A    | Alfred Bickel       | 2 maggio 1918 (20 anni)     | -     | Grasshopper         |
| -  | P    | Renato Bizzozzero   | 12 settembre 1912 (25 anni) | -     | Lugano              |
| -  | A    | Alessandro Frigerio | 15 novembre 1914 (23 anni)  | -     | Le Havre AC         |
| -  | A    | Tullio Grassi       | 5 febbraio 1910 (28 anni)   | -     | Lugano              |
| -  | C    | Albert Guinchard    | 10 novembre 1914 (23 anni)  | -     | Servette            |
| -  | P    | Willy Huber         | 17 dicembre 1913 (24 anni)  | -     | Grasshopper         |
| -  | A    | Leopold Kielholz    | 9 giugno 1911 (26 anni)     | -     | SC YF Juventus      |
| -  | D    | August Lehmann      | 26 gennaio 1909 (29 anni)   | -     | Grasshopper         |
| -  | C    | Ernst Lörtscher     | 15 marzo 1913 (25 anni)     | -     | Servette            |
| -  | D    | Severino Minelli    | 6 settembre 1909 (28 anni)  | -     | Grasshopper         |
| -  | C    | Oscar Rauch         | 20 marzo 1914 (24 anni)     | -     | Grasshopper         |
| -  | A    | Eugen Rupf          |                             | -     | Grasshopper         |
| -  | C    | Hermann Springer    | 4 dicembre 1908 (29 anni)   | -     | Grasshopper         |
| -  | D    | Adolf Stelzer       | 1º settembre 1908 (29 anni) | -     | Lausanne Sports     |
| -  | C    | Sirio Vernati       | 12 maggio 1907 (31 anni)    | -     | Grasshopper         |
| -  | A    | Fritz Wagner        |                             | -     | Grasshopper         |
| -  | A    | Eugen Wallaschek    | 20 giugno 1916 (21 anni)    | -     | Servette            |

## Cuba
Commissario tecnico: José Tapia
| N. | Pos. | Giocatore              | Data nascita (età)         | Pres. | Squadra            |
| -- | ---- | ---------------------- | -------------------------- | ----- | ------------------ |
| -  | A    | Juan Alonzo            | 1911 (26-27 anni)          | -     | Fortuna Havana     |
| -  | C    | Joaquín Arias          | 12 novembre 1914 (23 anni) | -     | Juventud Asturiana |
| -  | P    | Juan Ayra              | 23 febbraio 1911 (27 anni) | -     | CD Centro Gallego  |
| -  | D    | Jacinto Barquín        | 3 settembre 1915 (22 anni) | -     | CD Puentes Grandes |
| -  | C    | Pedro Berges           | 1906 (31-32 anni)          | -     | Iberia Havana      |
| -  | P    | Benito Carvajales      | 25 giugno 1913 (24 anni)   | -     | Juventud Asturiana |
| -  | D    | Manuel Chorens         | 22 gennaio 1916 (22 anni)  | -     | CD Centro Gallego  |
| -  | A    | Tomás Fernández        | 1915 (22-23 anni)          | -     | CD Centro Gallego  |
| -  | A    | Pedro Ferrer           | 1908 (29-30 anni)          | -     | Iberia Havana      |
| -  | C    | Arturo Galcerán        |                            | -     | Juventud Asturiana |
| -  | A    | José Magriñá           | 14 dicembre 1917 (20 anni) | -     |                    |
| -  | A    | Carlos Oliveira        |                            | -     |                    |
| -  | C    | José Antonio Rodríguez | 1908 (29-30 anni)          | -     | CD Centro Gallego  |
| -  | A    | Héctor Socorro         | 26 giugno 1912 (25 anni)   | -     | CD Puentes Grandes |
| -  | A    | Mario Sosa             | 1910 (27-28 anni)          | -     | Iberia Havana      |
| -  | A    | Juan Tuñas             | 17 luglio 1917 (20 anni)   | -     | Juventud Asturiana |

## Francia
Commissario tecnico: Gaston Barreau
| N. | Pos. | Giocatore             | Data nascita (età)          | Pres. | Squadra             |
| -- | ---- | --------------------- | --------------------------- | ----- | ------------------- |
| -  | A    | Alfred Aston          | 16 maggio 1912 (26 anni)    | -     | RC Paris            |
| -  | C    | Jean Bastien          | 21 giugno 1915 (22 anni)    | -     | Olympique Marsiglia |
| -  | D    | Abdelkader Ben Bouali | 25 ottobre 1912 (25 anni)   | -     | Olympique Marsiglia |
| -  | C    | François Bourbotte    | 24 febbraio 1913 (25 anni)  | -     | Fives Lille         |
| -  | A    | Michel Brusseaux      | 19 marzo 1913 (25 anni)     | -     | Sète                |
| -  | D    | Héctor Cazenave       | 13 aprile 1914 (24 anni)    | -     | Sochaux-Montbéliard |
| -  | A    | Roger Courtois        | 30 maggio 1912 (26 anni)    | -     | Sochaux-Montbéliard |
| -  | P    | Julien Darui          | 16 febbraio 1916 (22 anni)  | -     | Lilla               |
| -  | A    | Edmond Delfour        | 1º novembre 1907 (30 anni)  | -     | Roubaix             |
| -  | P    | Laurent Di Lorto      | 1º gennaio 1909 (29 anni)   | -     | Sochaux-Montbéliard |
| -  | C    | Raoul Diagne          | 10 novembre 1910 (27 anni)  | -     | RC Paris            |
| -  | A    | Oscar Heisserer       | 18 luglio 1918 (19 anni)    | -     | Strasburgo          |
| -  | C    | Lucien Jasseron       | 29 dicembre 1913 (24 anni)  | -     | Le Havre            |
| -  | C    | Auguste Jordan        | 21 febbraio 1909 (29 anni)  | -     | RC Paris            |
| -  | A    | Ignace Kowalczyk      | 27 dicembre 1913 (24 anni)  | -     | Metz                |
| -  | P    | René Llense           | 14 luglio 1913 (24 anni)    | -     | Sète                |
| -  | D    | Étienne Mattler       | 25 dicembre 1905 (32 anni)  | -     | Sochaux-Montbéliard |
| -  | A    | Jean Nicolas          | 9 giugno 1913 (24 anni)     | -     | Rouen               |
| -  | D    | César Povolny         | 19 luglio 1914 (23 anni)    | -     | Le Havre            |
| -  | D    | Jules Vandooren       | 30 dicembre 1908 (29 anni)  | -     | Lilla               |
| -  | A    | Émile Veinante        | 12 giugno 1907 (30 anni)    | -     | RC Paris            |
| -  | A    | Mario Zatelli         | 21 settembre 1912 (25 anni) | -     | Olympique Marsiglia |

## Romania
Commissario tecnico: Alexandru Săvulescu e Costel Rădulescu
| N. | Pos. | Giocatore            | Data nascita (età)          | Pres. | Squadra            |
| -- | ---- | -------------------- | --------------------------- | ----- | ------------------ |
| -  | A    | Iuliu Baratky        | 14 maggio 1910 (28 anni)    | -     | Rapid Bucurest     |
| -  | C    | Andrei Bărbulescu    | 25 marzo 1917 (21 anni)     | -     | Venus Bucurest     |
| -  | A    | Silviu Bindea        | 24 ottobre 1912 (25 anni)   | -     | Ripensia Timisoara |
| -  | A    | Iuliu Bodola         | 26 febbraio 1912 (26 anni)  | -     | Venus Bucurest     |
| -  | A    | Ioan Bogdan          | 6 marzo 1915 (23 anni)      | -     | Rapid Bucurest     |
| -  | C    | Gheorghe Brandabura  | 23 febbraio 1913 (25 anni)  | -     | Juventus Bucuresti |
| -  | A    | Coloman Braun-Bogdan | 13 ottobre 1905 (32 anni)   | -     | Juventus Bucuresti |
| -  | D    | Rudolf Bürger        | 31 ottobre 1908 (29 anni)   | -     | Ripensia Timisoara |
| -  | D    | Vasile Chiroiu       | 13 agosto 1910 (27 anni)    | -     | Ripensia Timisoara |
| -  | C    | Vintilă Cossini      | 21 novembre 1913 (24 anni)  | -     | Rapid Bucurest     |
| -  | P    | Mircea David         | 16 ottobre 1914 (23 anni)   | -     | Venus Bucurest     |
| -  | A    | Ștefan Dobay         | 26 settembre 1909 (28 anni) | -     | Ripensia Timisoara |
| -  | D    | Iacob Felecan        | 1º marzo 1914 (24 anni)     | -     | Victoria Cluj      |
| -  | A    | Miklós Kovács        | 29 ottobre 1911 (26 anni)   | -     | CAO Oradea         |
| -  | A    | Ioachim Moldoveanu   | 1913 (24-25 anni)           | -     | Rapid Bucurest     |
| -  | A    | Miklós Nagy          | 1918 (19-20 anni)           | -     | Crisana Oradea     |
| -  | P    | Dumitru Pavlovici    | 26 aprile 1912 (26 anni)    | -     | Ripensia Timisoara |
| -  | A    | Gyula Prassler       | 16 gennaio 1916 (22 anni)   | -     | AMEF Arad          |
| -  | C    | Gheorghe Rășinaru    | 10 febbraio 1915 (23 anni)  | -     | Rapid Bucurest     |
| -  | C    | László Raffinsky     | 23 aprile 1905 (33 anni)    | -     | Rapid Bucurest     |
| -  | P    | Róbert Szádowsky     | 16 agosto 1914 (23 anni)    | -     | AMEF Arad          |
| -  | D    | Lazăr Sfera          | 29 aprile 1909 (29 anni)    | -     | Venus Bucurest     |

## Germania
Commissario tecnico: Sepp Herberger
| N. | Pos. | Giocatore           | Data nascita (età)          | Pres. | Squadra            |
| -- | ---- | ------------------- | --------------------------- | ----- | ------------------ |
| -  | P    | Fritz Buchloh       | 26 novembre 1909 (28 anni)  | -     | Speldorf           |
| -  | A    | Josef Gauchel       | 11 settembre 1916 (21 anni) | -     | Neuendorf          |
| -  | A    | Rudolf Gellesch     | 1º maggio 1914 (24 anni)    | -     | Schalke 04         |
| -  | C    | Ludwig Goldbrunner  | 5 marzo 1908 (30 anni)      | -     | Bayern Monaco      |
| -  | A    | Wilhelm Hahnemann   | 14 aprile 1914 (24 anni)    | -     | Admira Vienna*     |
| -  | P    | Hans Jakob          | 16 giugno 1908 (29 anni)    | -     | Jahn Regensburg    |
| -  | D    | Paul Janes          | 10 marzo 1912 (26 anni)     | -     | Fortuna Düsseldorf |
| -  | C    | Albin Kitzinger     | 1º febbraio 1912 (26 anni)  | -     | Schweinfurt        |
| -  | C    | Andreas Kupfer      | 7 maggio 1914 (24 anni)     | -     | Schweinfurt        |
| -  | A    | Ernst Lehner        | 7 novembre 1912 (25 anni)   | -     | Schwaben Augsburg  |
| -  | C    | Hans Mock           | 9 dicembre 1906 (31 anni)   | -     | Austria Vienna*    |
| -  | C    | Reinhold Münzenberg | 25 gennaio 1909 (29 anni)   | -     | Alemannia Aachen   |
| -  | A    | Leopold Neumer      | 8 febbraio 1919 (19 anni)   | -     | Austria Vienna*    |
| -  | A    | Hans Pesser         | 7 novembre 1911 (26 anni)   | -     | Rapid Vienna*      |
| -  | P    | Rudolf Raftl        | 7 febbraio 1911 (27 anni)   | -     | Rapid Vienna*      |
| -  | D    | Willibald Schmaus   | 16 giugno 1912 (25 anni)    | -     | First Vienna*      |
| -  | A    | Otto Siffling       | 3 agosto 1912 (25 anni)     | -     | Waldhof Mannheim   |
| -  | C    | Stefan Skoumal      | 29 novembre 1909 (28 anni)  | -     | Rapid Vienna*      |
| -  | D    | Jakob Streitle      | 11 dicembre 1916 (21 anni)  | -     | Bayern Monaco      |
| -  | A    | Josef Stroh         | 5 marzo 1913 (25 anni)      | -     | Austria Vienna*    |
| -  | A    | Fritz Szepan        | 2 settembre 1907 (30 anni)  | -     | Schalke 04         |
| -  | C    | Franz Wagner        | 23 settembre 1911 (26 anni) | -     | Rapid Vienna*      |

*L'Austria era parte della Germania. Vedi Anschluss.

## Polonia
Commissario tecnico: Józef Kaluza
| N. | Pos. | Giocatore             | Data nascita (età)          | Pres. | Squadra              |
| -- | ---- | --------------------- | --------------------------- | ----- | -------------------- |
| -  | A    | Stanisław Baran       | 26 aprile 1920 (18 anni)    | -     | KS Warszawianka      |
| -  | P    | Walter Brom           | 14 febbraio 1921 (17 anni)  | -     | Ruch Chorzów         |
| -  | A    | Ewald Cebula          | 22 marzo 1917 (21 anni)     | -     | Śląsk Świętochłowice |
| -  | C    | Ewald Dytko           | 18 ottobre 1914 (23 anni)   | -     | Dab Katowice         |
| -  | D    | Antoni Gałecki        | 4 giugno 1906 (32 anni)     | -     | LKS Lódz             |
| -  | D    | Edmund Giemsa         | 16 ottobre 1912 (25 anni)   | -     | Ruch Chorzów         |
| -  | C    | Wilhelm Góra          | 18 gennaio 1916 (22 anni)   | -     | Cracovia Kraków      |
| -  | A    | Bolesław Habowski     | 13 settembre 1914 (23 anni) | -     | Wisla Kraków         |
| -  | A    | Józef Korbas          | 11 novembre 1914 (23 anni)  | -     | Cracovia Kraków      |
| -  | C    | Kazimierz Lis         | 9 aprile 1910 (28 anni)     | -     | Warta Poznan         |
| -  | A    | Antoni Łyko           | 27 maggio 1907 (31 anni)    | -     | Wisla Kraków         |
| -  | P    | Edward Madejski       | 11 agosto 1914 (23 anni)    | -     | Wisla Kraków         |
| -  | C    | Erwin Nyc             | 24 maggio 1914 (24 anni)    | -     | Polonia Warszawa     |
| -  | A    | Leonard Piatek        | 3 ottobre 1913 (24 anni)    | -     | Ruch Chorzów         |
| -  | A    | Ryszard Piec          | 17 agosto 1913 (24 anni)    | -     | Naprzód Lipiny       |
| -  | C    | Wilhelm Piec          | 7 gennaio 1915 (23 anni)    | -     | Naprzód Lipiny       |
| -  | A    | Fryderyk Scherfke     | 7 settembre 1909 (28 anni)  | -     | Warta Poznan         |
| -  | D    | Władysław Szczepaniak | 19 maggio 1910 (28 anni)    | -     | Polonia Warszawa     |
| -  | D    | Edmund Twórz          | 12 febbraio 1914 (24 anni)  | -     | Warta Poznan         |
| -  | C    | Jan Wasiewicz         | 6 gennaio 1911 (27 anni)    | -     | Pogon Lwów           |
| -  | A    | Ernest Wilimowski     | 23 giugno 1916 (21 anni)    | -     | Ruch Chorzów         |
| -  | A    | Gerard Wodarz         | 10 agosto 1913 (24 anni)    | -     | Ruch Chorzów         |

## Norvegia
Commissario tecnico: Asbjørn Halvorsen
| N. | Pos. | Giocatore          | Data nascita (età)          | Pres. | Squadra         |
| -- | ---- | ------------------ | --------------------------- | ----- | --------------- |
| -  | D    | Roald Amundsen     | 18 settembre 1913 (24 anni) | -     | Mjøndalen IF    |
| -  | A    | Oddmund Andersen   | 21 dicembre 1915 (22 anni)  | -     | Mjøndalen IF    |
| -  | C    | Gunnar Andreassen  | 5 gennaio 1913 (25 anni)    | -     | Fredrikstad FK  |
| -  | A    | Hjalmar Andresen   | 18 luglio 1914 (23 anni)    | -     | Sarpsborg FK    |
| -  | A    | Arne Brustad       | 14 aprile 1912 (26 anni)    | -     | Lyn Oslo        |
| -  | A    | Knut Brynildsen    | 23 luglio 1917 (20 anni)    | -     | Fredrikstad FK  |
| -  | D    | Nils Eriksen       | 5 marzo 1911 (27 anni)      | -     | Odd Grenland BK |
| -  | A    | Odd Frantzen       | 20 gennaio 1913 (25 anni)   | -     | Hardy FK        |
| -  | C    | Sverre Hansen      | 23 giugno 1913 (24 anni)    | -     | Fram Larvik     |
| -  | C    | Kristian Henriksen | 3 marzo 1911 (27 anni)      | -     | Lyn Oslo        |
| -  | C    | Rolf Holmberg      | 24 agosto 1914 (23 anni)    | -     | Odd Grenland BK |
| -  | D    | Øivind Holmsen     | 28 aprile 1912 (26 anni)    | -     | Lyn Oslo        |
| -  | A    | Arne Ileby         | 2 dicembre 1913 (24 anni)   | -     | Fredrikstad FK  |
| -  | A    | Magnar Isaksen     | 13 ottobre 1910 (27 anni)   | -     | Lyn Oslo        |
| -  | D    | Rolf Johannessen   | 15 marzo 1910 (28 anni)     | -     | Fredrikstad FK  |
| -  | P    | Henry Johansen     | 21 luglio 1904 (33 anni)    | -     | Vålerenga IF    |
| -  | D    | Jørgen Juve        | 22 novembre 1906 (31 anni)  | -     | Lyn Oslo        |
| -  | P    | Anker Kihle        | 19 aprile 1917 (21 anni)    | -     | Storm BK        |
| -  | A    | Reidar Kvammen     | 23 luglio 1914 (23 anni)    | -     | Viking          |
| -  | A    | Alf Martinsen      | 29 dicembre 1911 (26 anni)  | -     | Lillestrøm SK   |
| -  | P    | Sverre Nordby      | 13 marzo 1910 (28 anni)     | -     | Mjøndalen IF    |
| -  | C    | Frithjof Ulleberg  | 10 settembre 1911 (26 anni) | -     | Lyn Oslo        |

## Belgio
Commissario tecnico:  Jack Butler
| N. | Pos. | Giocatore             | Data nascita (età)          | Pres. | Squadra                                 |
| -- | ---- | --------------------- | --------------------------- | ----- | --------------------------------------- |
| -  | P    | Arnold Badjou         | 26 giugno 1909 (28 anni)    | -     | Daring Club de Bruxelles Societe Royale |
| -  | P    | Robert Braet          | 11 febbraio 1912 (26 anni)  | -     | Cercle Brugge                           |
| -  | A    | Raymond Braine        | 28 aprile 1907 (31 anni)    | -     | Beerschot                               |
| -  | A    | Fernand Buyle         | 3 marzo 1918 (20 anni)      | -     | Daring Club de Bruxelles Societe Royale |
| -  | A    | Jean Capelle          | 26 ottobre 1913 (24 anni)   | -     | Royal Standard Club Liège               |
| -  | A    | Arthur Ceuleers       | 28 febbraio 1916 (22 anni)  | -     | Beerschot                               |
| -  | C    | Pierre Dalem          | 16 marzo 1912 (26 anni)     | -     | Royal Standard Club Liège               |
| -  | C    | Alfons De Winter      | 12 settembre 1908 (29 anni) | -     | Beerschot                               |
| -  | A    | Jean Fievez           | 30 novembre 1910 (27 anni)  | -     | White Star Brüssel                      |
| -  | D    | Frans Gommers         | 5 aprile 1917 (21 anni)     | -     | Beerschot                               |
| -  | C    | Paul Henry            | 6 settembre 1912 (25 anni)  | -     | Daring Club de Bruxelles Societe Royale |
| -  | A    | Henri Isemborghs      | 30 gennaio 1914 (24 anni)   | -     | Beerschot                               |
| -  | A    | Joseph Nelis          | 1º aprile 1917 (21 anni)    | -     | Berchem Sport                           |
| -  | D    | Robert Paverick       | 29 novembre 1912 (25 anni)  | -     | Anversa                                 |
| -  | D    | Jean Petit            | 25 febbraio 1914 (24 anni)  | -     | Royal Standard Club Liege               |
| -  | D    | Corneel Seys          | 12 febbraio 1912 (26 anni)  | -     | Beerschot                               |
| -  | D    | Philibert Smellinckx  | 17 gennaio 1911 (27 anni)   | -     | Union Royale Saint-Gilloise             |
| -  | C    | Émile Stijnen         | 2 novembre 1907 (30 anni)   | -     | Royal Olympic Club de Charleroi         |
| -  | C    | John Van Alphen       | 17 giugno 1914 (23 anni)    | -     | Beerschot                               |
| -  | A    | Charles Vanden Wouwer | 7 settembre 1916 (21 anni)  | -     | Beerschot                               |
| -  | P    | André Vandeweyer      | 21 giugno 1909 (28 anni)    | -     | Union Royale Saint-Gilloise             |
| -  | A    | Bernard Voorhoof      | 10 maggio 1910 (28 anni)    | -     | KSK Liersche                            |

## Paesi Bassi
Commissario tecnico: Bob Glendenning
| N. | Pos. | Giocatore           | Data nascita (età)          | Pres. | Squadra                |
| -- | ---- | ------------------- | --------------------------- | ----- | ---------------------- |
| -  | C    | Wim Anderiesen      | 27 novembre 1903 (34 anni)  | 40    | Ajax                   |
| -  | D    | Dick Been           | 28 dicembre 1914 (23 anni)  | 0     | Ajax                   |
| -  | D    | Bertus Caldenhove   | 19 gennaio 1914 (24 anni)   | 18    | DWS Amsterdam          |
| -  | A    | Piet de Boer        | 10 ottobre 1919 (18 anni)   | 1     | KFC                    |
| -  | A    | Bertus de Harder    | 14 gennaio 1920 (18 anni)   | 1     | VUC Den Haag           |
| -  | A    | Arie de Winter      | 27 ottobre 1913 (24 anni)   | 0     | HFC Haarlem            |
| -  | A    | Daaf Drok           | 23 maggio 1914 (24 anni)    | 7     | R.S.C. Anderlecht      |
| -  | C    | Frans Hogenbirk     | 18 marzo 1918 (20 anni)     | 0     | Quick Groningen        |
| -  | P    | Niek Michel         | 30 settembre 1912 (25 anni) | 0     | VSV Velsen             |
| -  | A    | Karel Ooms          | 9 giugno 1917 (20 anni)     | 0     | DFC Dordrecht          |
| -  | C    | Bas Paauwe          | 4 ottobre 1911 (26 anni)    | 21    | SC Feyenoord Rotterdam |
| -  | C    | Rene Pijpers        | 15 settembre 1917 (20 anni) | 0     | RVV Rormond            |
| -  | D    | Hendrikus Plenter   | 23 giugno 1913 (24 anni)    | 0     | Quick Groningen        |
| -  | A    | Piet Punt           | 6 febbraio 1909 (29 anni)   | 1     | DFC Dordrecht          |
| -  | A    | Kick Smit           | 3 novembre 1911 (26 anni)   | 21    | HFC Haarlem            |
| -  | A    | Frans van der Veen  | 25 marzo 1918 (20 anni)     | 1     | Heracles Almelo        |
| -  | C    | Puck van Heel       | 21 gennaio 1904 (34 anni)   | 62    | SC Feyenoord Rotterdam |
| -  | P    | Adri van Male       | 7 ottobre 1910 (27 anni)    | 9     | SC Feyenoord Rotterdam |
| -  | A    | Henk van Spaandonck | 25 giugno 1913 (24 anni)    | 7     | Neptunus Rotterdam     |
| -  | A    | Leen Vente          | 14 maggio 1911 (27 anni)    | 14    | Neptunus Rotterdam     |
| -  | D    | Mauk Weber          | 1º marzo 1914 (24 anni)     | 25    | ADO Den Haag           |
| -  | A    | Frank Wels          | 21 febbraio 1909 (29 anni)  | 35    | Unitas Gorinchem       |

## Indie orientali olandesi
Commissario tecnico: Johan Mastenbroek
| N. | Pos. | Giocatore                  | Data nascita (età)          | Pres. | Squadra             |
| -- | ---- | -------------------------- | --------------------------- | ----- | ------------------- |
| -  | C    | Sutan Anwar                | 21 marzo 1914 (24 anni)     | -     | Vios Batavia        |
| -  | P    | L.N. Van Beusekom          |                             | -     | Hercules Batavia    |
| -  | C    | Bing Mo Heng               | 28 febbraio 1913 (25 anni)  | -     | Tiong Hoa Soerabaja |
| -  | D    | Dorst                      |                             | -     |                     |
| -  | C    | G.H.V.L. Faulhaber         | 22 settembre 1912 (25 anni) | -     | Djocoja             |
| -  | P    | J. Harting                 |                             | -     | HBS Soerabaja       |
| -  | D    | Frans Hu Kon               | 1917 (20-21 anni)           | -     | Sparta Batavia      |
| -  | C    | Frans Alfred Meeng         | 18 gennaio 1910 (28 anni)   | -     | SVB Batavia         |
| -  | C    | Achmad Nawir               | 1º gennaio 1911 (27 anni)   | -     | HBS Soerabaja       |
| -  | A    | Isaak "Tjaak" Pattiwael    | 23 febbraio 1914 (24 anni)  | -     | Jong Ambon Batavia  |
| -  | D    | Jack Samuels               | 1912 (25-26 anni)           | -     | Excelsior Soerabaja |
| -  | A    | Suvarte Soedarmadji        | 6 dicembre 1915 (22 anni)   | -     | HBS Soerabaja       |
| -  | A    | M.J. Hans Taihuttu         | 1909 (28-29 anni)           | -     | Jong Ambon Batavia  |
| -  | A    | Tan Hong Djien             | 12 gennaio 1916 (22 anni)   | -     | Tiong Hoa Soerabaja |
| -  | P    | Tan "Bing" Mo Heng         | 28 febbraio 1913 (25 anni)  | -     | HCTNH Malang        |
| -  | A    | Tan See Han                | 1910 (27-28 anni)           | -     | Tiong Hoa Soerabaja |
| -  | A    | Teilherber                 |                             | -     | Djocoja             |
| -  | A    | Rudi Telwe                 |                             | -     | HBS Soerabaja       |
| -  | C    | G. Van Den Burgh           |                             | -     | SVV Semerang        |
| -  | A    | Hendrikus V. "Henk" Zomers |                             | -     | Hercules Batavia    |